# Världens minsta hund
Världens minsta hund är en barnbok skriven av Britt G Hallqvist 1969. Illustrationerna är gjorda av Veronica Leo-Hongell. Den handlar om en herrelös hund, Laurence, som vandrar runt och möter diverse äventyr. Han blir vän med en nyckelpiga, Maria Nyckelpiga,  som fungerar som mentor och vägvisare samt en gammal fastkedjad bandhund. Genom referenser i boken antyds att det kan finnas en än mindre hund som får plats i en tekopp, och Laurence ger sig iväg för att leta efter en chihuahua. Boken avslutats med att den gamla bandhunden rymmer och letar reda på Laurence och dessa blir sedan vänner och fortsätter sin vandring tillsammans. 
Boken finns inspelad på kassett och LP med Lars Ekborg, som avled det år som boken publicerades.